# Desa Tambakrejo (administrativ by i Indonesien, Jawa Timur, lat -8,46, long 114,29)
Desa Tambakrejo är en administrativ by i Indonesien.   Den ligger i provinsen Jawa Timur, i den sydvästra delen av landet, 900 km öster om huvudstaden Jakarta.